# Rol de gènere

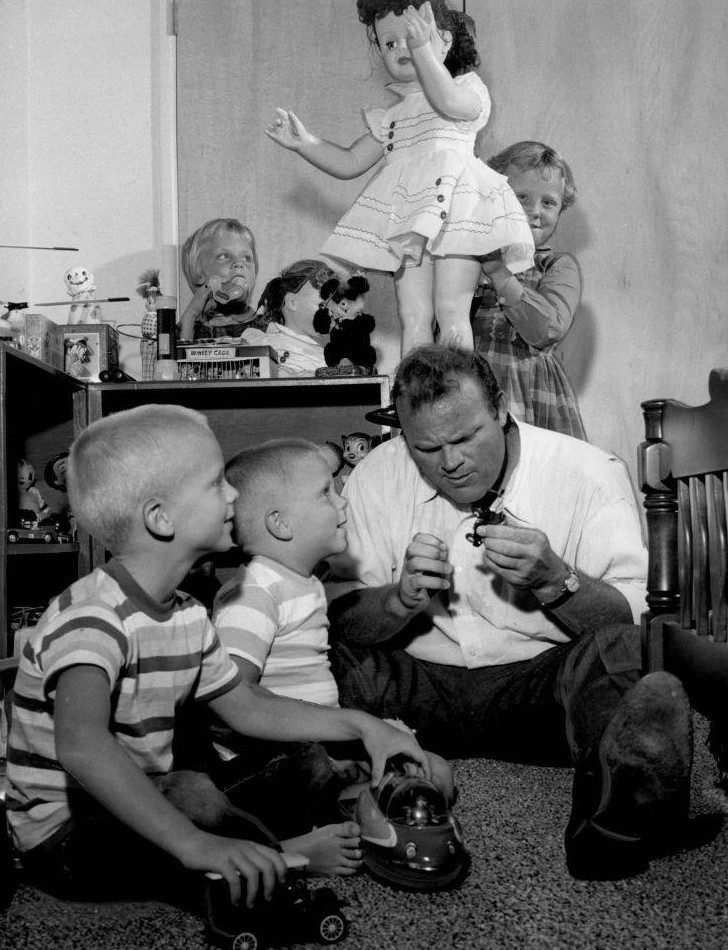
Nenes jugant amb nines i nens amb vehicles.

Els rols de gènere són normes socials que dicten com han de comportar-se les persones segons el seu gènere i creen una sèrie d'expectatives sobre la seva manera de pensar i actuar.
Per exemple, al món occidental, un dels rols assignats tradicionalment als homes és responsabilitzar-se de les activitats productives i les activitats de representació política, mentre que de les dones s'espera que es facin responsables de les relacions afectives i cura de la llar i de les persones dependents.
Els rols de gènere es justifiquen amb els estereotips de gènere, és a dir, creences i prejudicis que atribueixen característiques i qualitats a les persones segons el seu gènere. Els estereotips de gènere inclouen diverses dimensions, tant físiques com psíquiques.
Els rols i estereotips de gènere es construeixen i transmeten culturalment en les societats al llarg del temps i, per tant, depenen de la societat, cultura, lloc i època. Són presents en els mitjans de comunicació, la publicitat, el llenguatge, l'assignació de responsabilitats i obligacions dins la família, les relacions afectives, entre d'altres.
Als anys 70 del segle xx es va començar a parlar del gènere d'una persona referit a la construcció dels diferents rols que la societat associa al sexe, mascle o femella, home o dona, bàsicament substituint la paraula sexe per gènere, cosa que assumia implícitament que dona equivalia a feminitat i home a masculinitat. A partir dels anys 90, el postmodernisme va fer notar que aquesta manera d'entendre la sexualitat i la societat, dual amb els conceptes masculí-femení, era gairebé sempre pròpia d'una societat androcèntrica i patriarcal, que a més considerava inferior allò femení a la masculinitat. Altres models, en canvi, avui consideren que cap persona és únicament femenina ni masculina, que de tota manera aquests dos conceptes són "construccions teòriques de contingut incert" i posen en qüestió els diferents rols de gènere, atribuint-los únicament funcions limitants, condicionants i reduccionistes en la construcció de la pròpia identitat i de la llibertat personal.

## Causes
- Desigualtat de gènere, masculinitat i feminitat.

## Conseqüències
- Divisió sexual del treball, educació diferenciada i educació mixta.
- Biaix cognitiu, terra enganxós, sostre de vidre, principi de la barrufeta, taxa rosa, cultura de la violació, discriminació retributiva.

## Binarisme de gènere
Els rols de gènere tradicionals al món occidental actual suposen binarisme de gènere, és a dir, que només tenen en compte homes i dones, mentre que altres cultures inclouen altres gèneres. Així, al problema de que una persona és definida exteriorment segons uns rols que imposen què és el que ha de dir i fer, que li ha d'agradar i com ha de ser, per a algunes persones s'hi afegeix el de no encaixar en cap dels dos gèneres. Tampoc té en compte les situacions no permanents al llarg del temps, com ocorre al qüestionant o la fluïdesa sexual.